# Ñe'engatú
El ñeꞌengatú (autoglotónimo: nhẽẽgatú, ieꞌengatú), tupí moderno, lengua yeral amazónica o brasílico es una lengua tupí-guaraní que se habla en Brasil. Este idioma surgió en el siglo XVIII como una evolución natural del antiguo tupinambá amazónico, una antigua rama dialectal de la familia tupí-guaraní, que se extendía por toda la región desde Marañón, en la costa de Brasil, y en Paraguay antes del contacto con los europeos, y que siguió siendo extensivamente usada por los colonizadores en la época colonial portuguesa.
Se originó en el éxodo del pueblo tupinambá que, huyendo de los conquistadores portugueses del litoral bahiano, entraron al Amazonas y se asentaron primero en Marañón, de donde salieron para ir a la bahía de Guajará (Belém), donde se encuentra la desembocadura del río Tapajós, y finalmente llegar a la isla fluvial Tupinambarana, en la frontera entre Pará y Amazonas. El idioma de los tupinambás, al pertenecer a un pueblo temido y conquistador, se convirtió en la lengua franca que, al estar en contacto con las lenguas de sus pueblos conquistados, comenzó a diferenciaciarse. Por ello, los pueblos arahuacos de la región de Parintins empezaron a ser llamados tupinambaranas, entre ellos los maraguaces, los zapupés, los curiatós, los saterés y los mismos parintins.
Ya conquistado el Amazonas por los portugueses desde el 1600 y habiendo establecido una colonia al comienzo del siglo XVII, en el estado del Gran Pará y Marañón, cuya capital (Belém) fue nombrada Ciudad de los Tupinambás (Tupinãbá marií), los sacerdotes que apuntaban al catecismo en este idioma elaboraron la gramática y la ortografía, lo que resultó en la lengua general septentrional o lengua yeral amazónica, cuyo desarrollo tomó lugar de forma paralela al de la lengua yeral paulista (hoy en día extinta).
Desde entonces, el ñeꞌengatú se ha expandido por el Amazonas como instrumento de colonización, dominación portuguesa y estandarización lingüística, lo que causó que muchos pueblos lo convirtieran su idioma principal, reemplazando el suyo, como es el caso de los baré, cuya lengua se extinguió. Otros pueblos, como el maraguá, se encuentran revitalizando su lengua y hoy aprenden tanto el suyo como el ñeꞌengatú en las escuelas. La lengua yeral fue el idioma oficial de la Colonia del Brasil hasta el siglo XVIII.
Se habla en toda la región del valle del Río Negro, tanto en Brasil como en Colombia y Venezuela. Los hablantes se encuentran principalmente en la región del Alto Río Negro, con una amplia variedad hablada en la región del Medio Río Negro. Más específicamente, la mayor parte de los hablantes se encuentra en el municipio de San Gabriel de la Cascada, en el estado de Amazonas, Brasil, donde el ñeꞌengatú es un idioma oficial (junto con el baniano, el tucán y el portugués) desde 2002. En 2021 se estableció como cooficial también en el municipio de Monsenhor Tabosa. Además, es hablado en la región del Bajo Amazonas y en el estado de Pará, donde se está revitalizando entre los diferentes pueblos de la región y también entre los propios ribereños.
Actualmente, aproximadamente 20 060 personas continúan hablando el idioma en tres variantes lingüísticas en Brasil: el yẽgatu (de la región de Río Negro), el ñeꞌengatú tradicional (del bajo Amazonas) y el ñeꞌengatú tapajoawara (del bajo Río Tapajós). Asimismo, existen dos en los países vecinos: el ñeꞌengatú de Venezuela y el nyengatu (de Colombia).

## Nombre
El nombre del idioma deriva de las palabras ñe'ẽ (que significa "idioma" o "hablar") y katu (que significa "bueno"). Por lo tanto, el término ne'ẽngatú (/ñeʔe+katú/) significa 'el habla correcta'. El ñeꞌengatú es referido por una amplia variedad de nombres en la literatura, incluyendo ñe'engatu, tupí costero, geral, yeral (en Venezuela), tupí moderno, nyengato, nyengatú, waengatu, neegatú, is'engatu, brasílico, tupí amazónico, ñengatú, nhangatu, inhangatu, nãoengatu, yẽgatú, nyenngatú, tupí y lengua general. También se conoce comúnmente como Lengua General Amazónica (LGA) en Brasil.

## Clasificación lingüística
El ñeꞌengatú se desarrolló a partir de la lengua tupinambá y pertenece a la rama tupi-guaraní de la familia de lenguas tupíes. La familia de lenguas tupí-guaraní comprenden un grupo amplio y diverso de lenguas que incluyen, por ejemplo, el xetá, el sirionó, el araweté, el ka'apor, el kamayurá, el guajá y el tapirapé. Muchos de estos idiomas diferían años antes de la llegada de los portugueses a Brasil. Con el tiempo, el término tupinambá se utilizó para describir grupos que estaban "relacionados lingüística y culturalmente", aunque la tribu original había desaparecido.
Está estrechamente emparentada con el guaraní, hablado más al sur (como idioma oficial en Paraguay y parte del Nordeste de Argentina), siendo parcialmente comprensible con él. De hecho, ambas lenguas pertenecen a la misma rama de la familia macro-tupí y dan nombre a la tupí-guaraní. El ñeꞌengatú también es considerado la variedad moderna del tupí clásico. Tomando como ejemplo los pronombres personales, la siguiente es una comparación de estos con el tupí antiguo, el guaraní, el español y los tres dialectos brasileños del idioma:
| Tupí antiguo      | Yẽgatu rionegrino | Ñe'engatú tradicional | Ñe'engatú tapajoawara | Guaraní          | Español                |
| ----------------- | ----------------- | --------------------- | --------------------- | ---------------- | ---------------------- |
| xe, ixé           | se, ixé           | çe, ixé               | se, ixé               | che              | 'yo'                   |
| ne/nde, endé      | ne, ĩdé           | ne, ĩdé               | ne, ĩdé               | nde              | 'tú'                   |
| i, aꞌe (singular) | i, ae             | i, aé                 | i, aé                 | ha’e             | 'él, ella'             |
| oré               | —                 | —                     | —                     | ore              | 'nosotros' (exclusivo) |
| îandé             | yãné, yãdé        | yãné, yãdé            | yãné/yãdé             | ñande            | 'nosotros' (inclusivo) |
| pe, peẽ           | pe, pẽye          | pe, pẽnhé             | pe, penhẽ             | peẽ              | 'vosotros'             |
| i, aꞌe (plural)   | i/ta, aĩta        | aĩtá                  | i/ta, aĩta            | ha’ekuéra/hikuái | 'ellos, ellas'         |

## Historia

### Época colonial
Al llegar a Brasil, los colonos portugueses encontraron varios idiomas relacionados de la familia tupí-guaraní utilizados a lo largo de la costa de Brasil. Sin tener en cuenta las diferencias dialectales, existía prácticamente una "lengua brasílica" que los colonizadores podían utilizar como lengua franca para comunicarse con los indígenas en el vasto territorio. Después del contacto europeo, hubo mucho intercambio cultural y comercial, y los hombres europeos buscaron mujeres locales y formaron familias, produciendo mestizos que hablarían su lengua materna, que es el precursor ahora extinto del ñeꞌengatú llamado tupinambá (también conocido como brasílico o tupí costero).
Los europeos también aprendieron este idioma para actuar como intermediarios, y el tupinambá pasó a ser utilizado en Brasil después de que los portugueses se establecieron definitivamente en las nuevas tierras. A mediados del siglo XVI, los jesuitas llegaron a Bahía, Brasil. Estos misioneros eran aprendices activos de los idiomas nativos y producían manuales de idiomas. Las obras lingüísticas más conocidas del siglo XVI y principios del XVII son el Arte da Gramática da Língua mais usada na costa do Brasil por el padre José de Anchieta (1595) y el Arte da Língua Brasilica de Luis Figueira (1621).

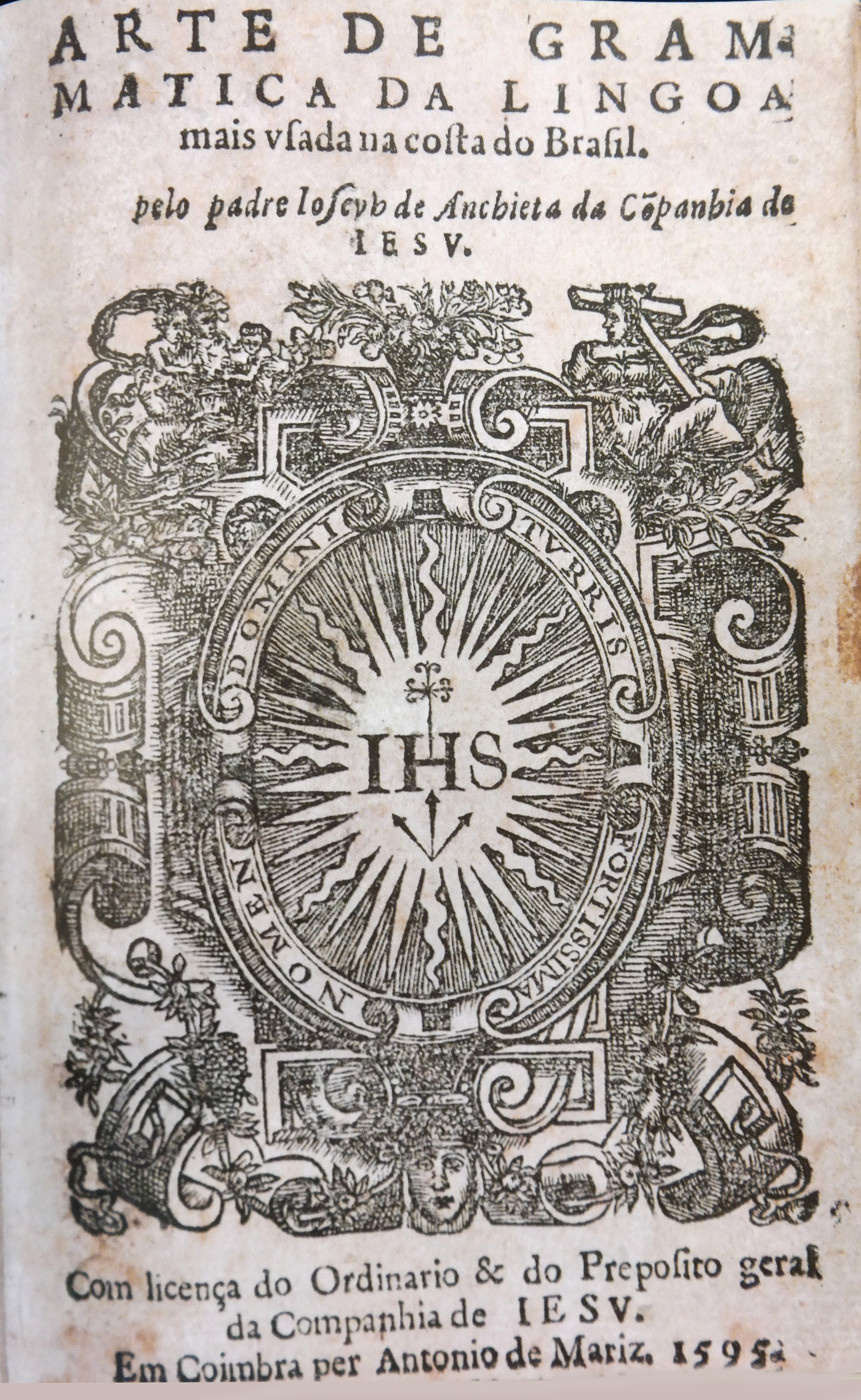
Portada del Arte de grammatica da lingoa mais usada na costa do Brasil por José de Anchieta en 1595.

El Amazonas se estableció como la segunda colonia portuguesa a principios del siglo XVII. En la desembocadura del río Amazonas, el estado de Marañón era lingüísticamente diverso y enfrentó una afluencia de inmigrantes de Brasil que hablaban tupinambá: “indios, blancos, negros, mulatos y mestizos dejando sus hogares en Brasil para poblar el norte del territorio trajo la lengua brasiliana con ellos”. El número de hablantes de otros idiomas superó con creces a los colonos portugueses en esta segunda colonia.

Con esta afluencia de inmigrantes de Brasil, el tupinambá fue el idioma al que se dirigió la gente en el territorio. De esta forma, la lengua hablada por los indígenas, el tupí antiguo, conocido entonces como "lengua brasílica", fue absorbida por la sociedad colonial, llegando a ser utilizada no solo por indígenas y jesuitas, sino también por muchos portugueses y esclavos africanos. La llamada "língua geral" fue llevada por los portugueses en la conquista del territorio brasileño, imponiéndose a los pueblos indígenas que hablaban otros idiomas.

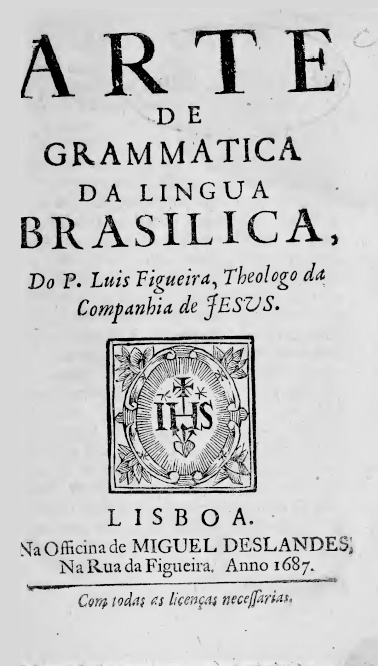
Primera página del Arte de Gramática da Língua Brasílica.

Durante los siglos XVI y XVII el ñeꞌengatu fue conocido también como língua brasílica o brasiliano. La variante más criollizada de esta lengua se convirtió en lingua franca. Esta forma criollizada fue estandarizada por los jesuitas con base en el tupinambá, del cual proviene su nombre: ñeꞌengatu significa "hablador o que habla mucho" en el idioma guaraní paraguayo actual. En esta variante criollizada fue la principal lengua usada por los colonizadores hasta que el gobierno de Portugal insistió en que la lengua de colonización debía ser el portugués y no el ñeꞌengatu. En su auge al principio del siglo XVIII, llegó a ser el idioma dominante del Brasil, siendo hablado por la mayoría de la población.
El idioma se estableció como oficial del Estado del Brasil entre 1689 y 1727, después de lo cual se promovió el portugués, pero sin éxito. A mediados del siglo XVIII, la lengua general amazónica se utilizó en todo el territorio. En este punto, el tupinambá se mantuvo intacto, pero como lengua litúrgica. Los idiomas utilizados en la vida cotidiana han evolucionado dramáticamente a lo largo del siglo debido al contacto con el idioma, siendo el tupinambá la "lengua de los rituales, y la lengua general amazónica, el lenguaje de comunicación popular y, por tanto, de instrucción religiosa".
La "língua geral" evolucionó en dos ramas, la lengua general amazónica y la lengua general paulista, que en su apogeo se convirtió en la lengua dominante del vasto territorio brasileño. Un manuscrito anónimo del siglo XVIII se titula emblemáticamente "Diccionario de la lengua general de Brasil, que se encuentra en todas las villas, lugares y pueblos de este vasto estado, escrito en la ciudad de Pará, año 1771". Moore (2014) señala que, a mediados del siglo XVIII, la lengua general amazónica y el tupinambá ya eran distintos. Hasta entonces, la comunidad tupinambá original enfrentaba un declive, pero los misioneros portugueses todavía requerían que otras comunidades hablantes aprendieran el idioma. Los esfuerzos por comunicarse entre comunidades dieron como resultado la "corrupción" del idioma, de ahí la distinción entre tupinambá y la lengua general amazónica.
También a mediados del siglo XVIII, sin embargo, la población indígena se enfrentó a un fuerte declive debido a las enfermedades, siendo forzada a trabajar bajo la opresión de sus colonizadores portugueses. Hubo un impulso activo por parte de los colonizadores para incrementar la presencia portuguesa: se erradicaron los pueblos de toda la Amazonía y se hizo un esfuerzo por reemplazar la lengua general amazónica por el portugués. Había diferentes variedades del idioma tupinambá en diferentes comunidades del Amazonas, pero estas variedades fueron reemplazadas en gran parte por los portugueses a principios del siglo XIX.
En 1822 ocurrió la independencia de Brasil; después de lo cual hubo una gran revuelta, llamada Cabanagem, contra los europeos, ya que, aunque el Gran Pará era un estado separado del resto de Brasil, sus gobernantes locales decidieron integrarse al nuevo Imperio del Brasil, lo que causó un gran descontento entre la población de origen indígena. Esto involucró a indígenas, caboclos y negros durante más de una década de revolución independentista, perdiendo alrededor de 40 000 vidas (la mitad de la población masculina del Gran Pará); todas de la comunidad hablante de ñeꞌengatú. Con el aumento de la inmigración debido a la urbanización, los otros hablantes de la lengua general amazónica (ñeꞌengatú) fueron desplazados a áreas más remotas en la Amazonía occidental. También se publicaron documentos lingüísticos durante este período, debido al creciente interés en el ñeꞌengatú.

### Época moderna
El idioma continuó evolucionando en el siglo XX, cuando se expandió a la región del Alto Río Negro. Hubo contacto con otros idiomas como el marawá, el baníua, el warekana, el tucán y el dâw. Debido a eventos económicos y políticos, como el ciclo del caucho en la Amazonía, la presencia portuguesa se sintió nuevamente debido a estos eventos, lo que obligó a los pueblos indígenas a desplazarse o ser sometidos a trabajos forzados. Su idioma, por supuesto, fue nuevamente influenciado por la mayor presencia de hablantes de portugués.
La lengua entró en decadencia a finales del siglo XVIII, con el aumento de la inmigración portuguesa y su prohibición en 1758 por parte del marqués de Pombal, por estar asociada a los jesuitas, que habían sido expulsados de los territorios dominados por Portugal. Esto extinguió gradualmente la lengua general paulista. El declive de la "língua geral" en el Amazonas se acentuó con la llegada de inmigrantes del noreste de habla portuguesa después de la Gran Sequía de 1877.
Al contrario de su hermana idiomática, el idioma tupí o ñeꞌengatú aún sobrevive, siendo hablado actualmente por cerca de 20 000 hablantes de la región del curso alto del río Negro en el estado brasileño del Amazonas, así como en las áreas limítrofes de Colombia y Venezuela. Durante los siglos XVIII y XIX aún tenía amplio uso en el interior de Brasil, pero fue perdiendo terreno durante el siglo XX ante el portugués oficial. Hasta el siglo XIX, fue un vehículo para la evangelización y para la acción social y política luso-brasileña en la Amazonía, siendo más hablado que el portugués en el Amazonas y Pará hasta 1877. En 2003 adquirió el estatus de lengua cooficial en la municipalidad de São Gabriel da Cachoeira, junto al portugués, el tucano y el baniwa.
En 2020, con el proyecto de traducción de teléfonos Motorola y de aplicaciones como Telegram Messenger a ñeꞌengatú, profesores y activistas de las tres variantes brasileñas del idioma se unieron para crear una institución, la Academia de la Lengua Ñe'engatú (ALN), para regularizar y estandarizar en tres variedades y así recuperar parte del espacio perdido, en busca del lugar que le fue arrebatado a la lengua autóctona brasileña que forma parte de la identidad de los pueblos del Amazonas.

## Descripción lingüística

### Fonología
Los paréntesis marcan los fonemas marginales que ocurren solo en unas pocas palabras o con un estado poco claro.
|                   |                   | Bilabial | Alveolar | Postalveolar | Palatal | Velar | Velar | Glotal |
| plana             | lab.              | Bilabial | Alveolar | Postalveolar | Palatal |       |       | Glotal |
| ----------------- | ----------------- | -------- | -------- | ------------ | ------- | ----- | ----- | ------ |
| Oclusivas         | planas            | p        | t        | (tʃ)         |         | k     | (kʷ)  | (ʔ)    |
| Oclusivas         | sonoras           | (b)      |          |              |         | (ɡ)   |       |        |
| Oclusivas         | prenasalizadas    | ᵐb       | ⁿd       |              |         | ᵑɡ    |       |        |
| Fricativas        | Fricativas        |          | s        | ʃ            |         |       |       |        |
| Vibrante múltiple | Vibrante múltiple |          | r        |              |         |       |       |        |
| Nasales           | Nasales           | m        | n        |              |         |       |       |        |
| Approximantes     | Approximantes     | w        |          |              | j j̃     |       |       |        |

Existen cinco vocales orales (a, e, i, o, u) y cinco vocales nasales (ã, ẽ, ĩ, õ, ũ).

### Gramática
Hay ocho categorías gramaticales en ñeꞌengatú: sustantivos, verbos, adjetivos, adverbios, posposiciones, pronombres, demostrativos y partículas. Estas ocho categorías también se reflejan en Fonologia e Gramática do Nheengatú de Cruz (2011). En sus libros, Cruz incluye 5 capítulos que describen las clases léxicas, la lexicogénesis nominal y verbal, la estructura del sintagma nominal y las estructuras gramaticales. En la sección de categorías léxicas, Cruz analiza los prefijos pronominales personales, los sustantivos y sus subclases (incluidos los pronombres personales, anafóricos y demostrativos, así como los sustantivos relativos), los verbos y sus subclases (como los verbos estativos, transitivos e intransitivos) y las expresiones adverbiales. Bajo lexicogénesis verbal, Cruz cubre la valencia, la reduplicación y los préstamos del portugués.

## Uso actual
Actualmente, el ñeꞌengatú todavía lo hablan alrededor del 73,31% de los 29,900 habitantes de San Gabriel de la Cascada, en Brasil (censo IBGE 2000), alrededor de 3 000 personas en Colombia y 2 000 personas en Venezuela, especialmente en Cuenca del río Negro (ríos Vaupés e Izana). Además, es la lengua materna de la población cabocla y mantiene el carácter de lengua de comunicación entre indígenas y no indígenas, o entre nativos de diferentes lenguas. Es también un instrumento de afirmación étnica de los pueblos indígenas amazónicos que han perdido sus lenguas nativas, como barés, arapazos, baniuas, uarequenas y otros.
Es posible que haya unos 20 000 hablantes de ñeꞌengatú en todo el mundo, según Ethnologue (2005), aunque algunos periodistas han informado de hasta 30 000. El idioma ha recuperado recientemente cierto reconocimiento y prominencia después de haber sido suprimido durante muchos años. Se habla en la región del Alto Río Negro, en el estado de Amazonas y en las partes vecinas de Colombia y Venezuela. Es el idioma nativo de la población rural de la zona y también se usa como idioma común.
En 1998, el profesor de la Universidad de São Paulo, Eduardo de Alameida Navarro, fundó la organización Tupi Aqui dedicada a promover la enseñanza de los históricos tupí y ñeꞌengatú en las escuelas secundarias de São Paulo y otras partes de Brasil. El profesor Navarro escribió un libro de texto para la enseñanza del ñeꞌengatú que Tupi Aqui pone a disposición, junto con otros materiales didácticos, en un sitio web alojado por la USP.
Ethnologue clasifica el ñeꞌengatú como "cambiante", con una calificación de 7 en la Escala de Interrupción Intergeneracional Gradual (GIDS). Según esta escala, esta clasificación sugiere que "la población de niños puede utilizar la lengua entre ellos, pero no se está transmitiendo a los niños". Según el Atlas de Lenguas en Peligro del Mundo de la UNESCO, el ñeꞌengatú está clasificado como "gravemente amenazado".

### Academia de la Lengua Ñeꞌengatú
Esta institución fue creada por maestros indígenas y activistas del lenguaje cuyo objetivo es recuperar el espacio perdido por los hablantes durante años de prohibición y apalancar su aprendizaje entre indígenas y no indígenas. El proyecto de traducción de Motorola llegó a formalizar el grupo de activistas, que culminó con la creación de la Academia, aunque en línea debido a la Pandemia de COVID-19, que hasta hoy impide los encuentros presenciales en una ciudad cercana, en el caso del ñeꞌengatú, Manaos.
Elegidos los patronos de las 25 cátedras, cuatro personas, forman parte de la mesa directiva, entre ellos, Edson Baré, su primer presidente. Las mismas cátedras están organizadas por región: 10 pertenecen a los hablantes de yẽgatu, 7 pertenecen a los hablantes de ñeꞌengatú tradicional, 7 sillas están destinadas a los hablantes de ñeꞌengatú tapajoawara y las últimas 3 sillas están reservadas para los hablantes de ñeꞌengatú que no pertenecen a ninguna de las tres regiones. La ciudad del foro es Manaos, y las sedes de la ALN son Manos y Santarém.

## Escritura
Con el tiempo, se han utilizado varias convenciones para escribir ñeꞌengatú basándose en el alfabeto latino y según las reglas portuguesas, utilizando grafías como "nh"; "c"; "ç", "ce", "ci"; "que", "qui"; "h" muda; "n" al final de una sílaba como marca de nasalización; "u" e "i" se usan indistintamente como vocales y semivocales; etc. Así comenzaron a escribirlo los sacerdotes católicos durante la colonización del Amazonas.
Hoy en día, los propios hablantes han buscado usar su propia ortografía y apoyarla a través de conversiones ortográficas y acuerdos entre diferentes pueblos, tal como ha sucedido con las tres variantes de la lengua ñeꞌengatú lideradas por profesores y activistas del lenguaje. De esta forma, los dialectos yẽgatu, tradicional y tapajoawara obtuvieron sus propias ortografías. La ALN reconoce las tres.

### Ortografías de la ALN

#### Yẽgatu rionegrino
Con la “Nueva Ortografía Unificada”, los profesores de Río Negro hicieron su convención ortográfica para estandarizar el idioma en la región, más adaptado a la fonología, menos ligado a las convenciones portuguesas. Desde entonces, sus profesores y estudiantes, siguiendo las reglas de la convención, tienden a incluir el uso de tildes sobre las vocales "e", "i" y "u"; el uso de "k" en lugar de "c" y "qu"; el uso de "s" simple en lugar de "ç", "ce", "ci" o "ss"; el uso de "y" y "w" para representar semivocales; el uso de "y" junto a la vocal nasal en lugar de "nh"; el uso de consonantes simples junto a la vocal nasal en lugar de los grupos de consonantes "mb", "nd", "ng", "nt"; reducción de la acentuación tónica; y el reemplazo de la vocal "o" por "u". Muy diferente de la escritura que se había estado utilizando antes.

#### Ñe'engatú tradicional
Lo mismo sucedió con el ñeꞌengatú tradicional hablado en la Baja Amazonía, donde los maraguá, mura y parte del pueblo sateré-mawé formalizar su propia grafía ligada al tradicionalismo al que estaban acostumbrados a escribir. Así, se redactó el Dicionário e estudo da Língua Nheengatu tradicional, que enfatiza el habla y la escritura antiguas, no tan diferentes de las obras de Stradelli o Barbosa Rodrigues.
Según su convención, el uso de todas las vocales, incluidas la "y" y la "w", se describe como una regla. El reconocimiento de doce consonantes tradicionales (b, ç, d, g, k, m, n, p, r, s, t, x), de tres nuevas consonantes ligadas a palabras extranjeras convertidas a nheengatu (l, j, h) y siete vocales (a, e, i, o, u, w, y), además de mantener la 'nh' escrita, y el uso de la letra guaraní 'y' (sonido de u/e a la vez) que no existe en portugués y que está presente en varias palabras de esta variante.

#### Ñe'engatú tapajoawara
La variante de Tapajós, ligada a los pueblos borari, arapium, tapajós, entre otros, también tuvo su convención, donde la organización de maestros indígenas (más de 200) ha hecho todo lo posible para apalancar la lengua en la región, incluyendo la producción del libro Nheengatu tapajoawara, que se acerca a una ortografía propia más cercana a la de Casanovas. Puede ser considerada un intermedio entre el rionegrino y el tradicional.

### Tabla lexicográfica comparativa
A continuación, se reproduce una lista de cognados de varias variantes dialectales en diferentes grupos que permiten reconocer los parentescos más cercanos y la evolución fonológica según la región:
| Tupí antiguo | Yẽgatu rionegrino | Ñe'engatú tradicional | Ñe'engatú tapajoawara |
| ------------ | ----------------- | --------------------- | --------------------- |
| yy           | ii                | yy                    | i                     |
| guîrá        | wira              | wirá                  | wirá                  |
| abá          | apiawawa          | apigá                 | apigá                 |
| kunhã        | kuyã              | kunhã                 | kunhã                 |
| roby         | surisa            | çuriçawa              | surisawa              |
| tabusu       | tawasu            | mairí                 | tawasú                |
| iny          | makira            | makira, gapõna        | makira                |

## Literatura
A lo largo de su evolución desde el principio como tupinambá, se llevó a cabo una extensa investigación en ñeꞌengatú. Se han realizado estudios en cada etapa de su evolución, pero mucho se ha centrado en cómo han cambiado aspectos del ñeꞌengatú, como la gramática o la fonología, a través del contacto externo a lo largo de los años. También se han escrito varios diccionarios bilingües, como el de Stradelli (2014), quien publicó un diccionario portugués-ñeꞌengatú.
También ha habido varios estudios lingüísticos de ñeꞌengatú más recientes, como la tesis de Borges (1991) sobre la fonología de ñeꞌengatú y el artículo detallado de Cruz (2011) sobre la fonología y la gramática del idioma. También estudió el aumento de la concordancia en número en el ñeꞌengatú moderno, analizando cómo se produjo la gramaticalización a lo largo de su evolución desde el tupinambá. Cruz (2014) también estudia en detalle la reduplicación del ñeꞌengatú, así como la fisión morfológica en construcciones bitransitivas. También se redactó un libro de texto para impartir clases de ñeꞌengatú. Lima y Sirvana (2017) proporcionan un estudio sociolingüístico de ñeꞌengatú en la comunidad Pisasu Sarusawa del pueblo baré, en Manaos (Amazonas).
En los últimos años, la literatura en el idioma ha estado creciendo, produciendo libros como el libro infantil audiovisual Akãnitáꞌí yuwa (El tocado amarillo), bilingüe portugués-ñeꞌengatú, escrito por Yaguarê Yamã.

## El ñeꞌengatú y otros idiomas
Muchas de las palabras tupí o ñeꞌengatú más comunes que se usan en el portugués brasileño son nombres de lugares, ya que los topónimos e hidrónimos precedieron a la llegada de los colonizadores portugueses en el siglo XVI. 13 de los 26 estados de Brasil tienen nombres de origen tupí. Entre ellos están Roraima, que se traduce como "Montaña Verde", (de rora 'verde' e imã 'montaña', seguramente una referencia al Monte Roraima, el pico más alto del estado) y Maranhão, que se origina en la expresión tupí "mar'anhan", que significa "el río que corre".
Generalmente, las palabras tomadas de lenguas indígenas por otros idiomas son nombres de frutas, alimentos, plantas y animales que aún se utilizan en el Brasil actual. Por ejemplo, la piña se conoce en portugués brasileño como "abacaxi", un término de origen tupí compuesto por i’bá y ká’ti, que significa "fruta que huele agradable e intensa". En cambio, en Portugal se utiliza la palabra "ananás", también de origen tupí, derivada de naná, que significa "olor agradable".
La forma "ananas" se ha difundido ampliamente y está presente en numerosos idiomas del mundo, reflejando la influencia global de las lenguas tupíes en la denominación de productos naturales del Nuevo Mundo.

## Frases de ejemplo
Rerúri timbiú ixé arama.
Tráeme algo de comida.
Maria usému igara irũmu. Aé usu São Gabriel kiti.
María se va con la canoa. Va a San Gabriel.
Remunhã será maã amunhã?
¿Hiciste lo que hice yo?
Apitá kuri iké té mairamé Tupana uputári.
Me quedaré aquí todo el tiempo que Dios quiera.
Usu té iuaka kiti. Iuaka-pe murasi suri.
Fueron al cielo. En el cielo la danza fue alegre.